# Vollèges
Vollèges är en ort i kommunen Val de Bagnes i kantonen Valais, Schweiz. Orten var före den 1 januari 2021 en egen kommun, men slogs då samman med kommunen Bagnes till den nya kommunen Val de Bagnes.
I kommunen fanns även byn Le Levron.